# JWH-359
JWH-359 je dibenzopiranski "klasični" kanabinoidni lek, koji je potentan i selektivan agonist CB2 receptora, sa Ki od 13,0 nM i selektivnošću od oko 220x za CB2 u odnosu na CB1 receptore. On je srodan sa drugim dibenzopiranskim CB2 agonistima kao što su JWH-133 i L-759,656. Njegov hiralni bočni lanac je podesan za popunjavanje mesta vezivanja CB2 receptora.